# Carbeas
Carbeas (en griego: Καρβέας/Καρβαίας; Karbéas/Karbaías; ?-863) fue un jefe pauliciano que abandonó el servicio en el ejército bizantino después de las matanzas de sus correligionarios y se refugió con los musulmanes. Fundó un principado pauliciano en Tefrique con la ayuda del emir de Melitene, Ambros (Umar al-Aqta), que gobernó hasta su muerte en el 863. Durante su principado, participó junto con Ambros en varias campañas contra el Imperio bizantino.

## Carrera militar

Mapa de la Anatolia bizantina y la frontera arabo-bizantina a mediados del siglo

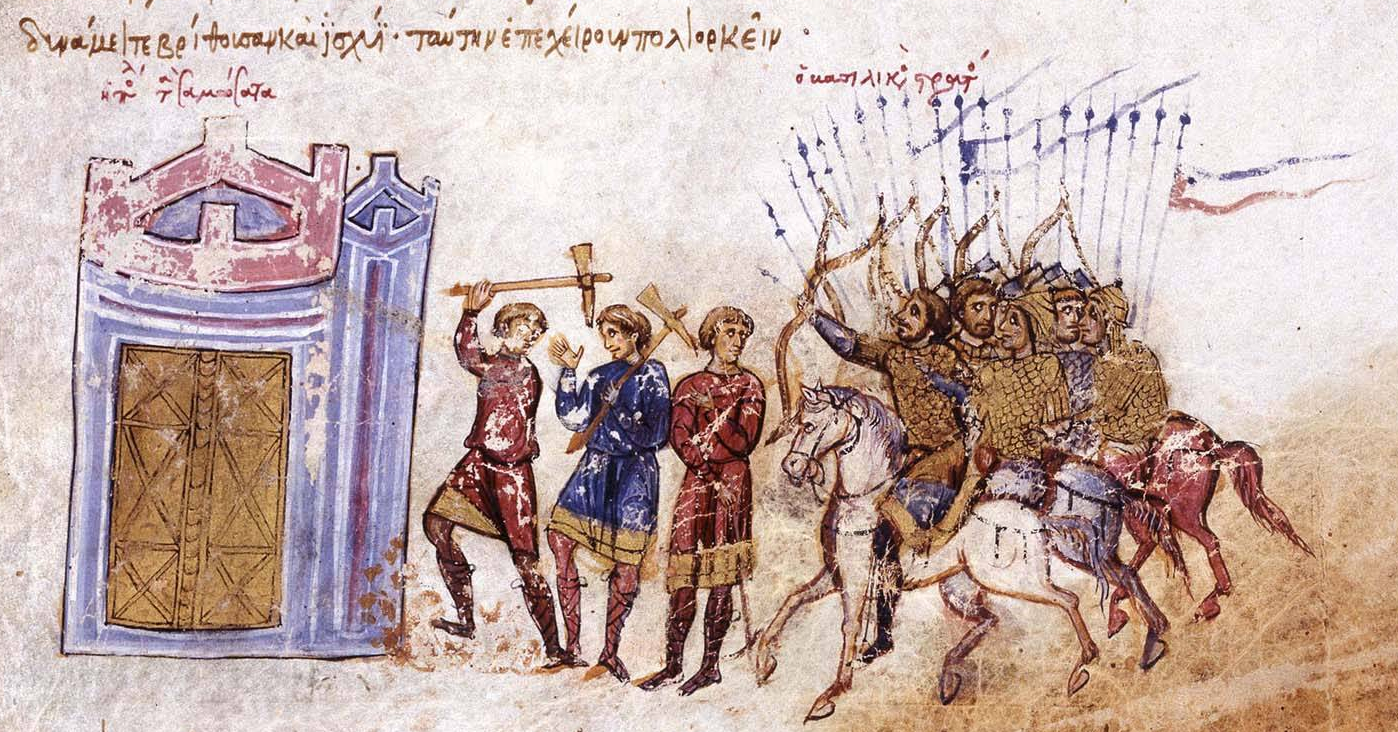
Ataque bizantino a Samósata en 859, del Juan Escilitzes

Carbeas era mandator (alto oficial del Estado Mayor) al servicio de Teodoto Meliseno, el strategos del Thema Anatólico. Los paulicianos abundaban por toda Asia Menor en las primeras décadas del siglo IX, pero el Imperio bizantino los consideraba herejes, por lo que eran perseguidos de forma intermitente. Se rebelaron varias veces desde sus reductos anatolios, acaudillados por su jefe espiritual y militar, Sergio Tíquico, y en ocasiones colaboraron con los musulmanes.
La emperatriz regente Teodora emprendió una vasta persecución contra ellos en todo el imperio en el 843, en la que se calcula que perecieron cien mil de ellos. Carbeas huyó con cinco mil seguidores al vecino emirato de Melitene. No es seguro, sin embargo, que no lo hiciese antes de la persecución de Teodora, en tiempos del marido de esta, el emperador Teófilo (829-842).

## Al frente del principado de Tefrique
Carbeas fundó un Estado pauliciano independiente con capital en Tefrique, en el alto Éufrates, con el auxilio del emir de Melitene, Ambros, que también incluía las ciudades recién fundadas de Amara y Argau. Participó regularmente en las incursiones que los emiratos musulmanes fronterizos de Anatolia llevaban a cabo en las provincias vecinas bizantinas. Según el patriarca de Constantinopla Focio, Carbeas era solo caudillo militar de la comunidad pauliciana; el puesto de sucesor de Sergio como guía espiritual quedó vacante. Focio lo describe como capaz y buen orador, pero carente de escrúpulos morales, alguien que combatía menos por la fe que por su propia gloria.
Según una versión de la historia de los 42 Mártires de Amorio, en 845 estaba en Samarra, capital del Califato abasí, con varios de sus hombres. En 859, junto con Omar, rechazó el ataque bizantino contra Samósata que llevaron a cabo el emperador Miguel III el Beodo (842-867) y su tío Bardas, tomando muchos cautivos, a algunos de los cuales ganó para su causa. Murió en el 863, de causas naturales o a manos de los bizantinos en la batalla de Lalakaon; le sucedió su sobrino, Crisóquero.

## Impacto cultural
Se cree que pudo ser el modelo que inspiró el personaje de Caroes (Καρώης), el tío musulmán del padre de Digenis Acritas, el héroe epónimo de la más famosa de las canciones acríticas. Según esta teoría, Crisóquero sería el abuelo de Digenes, Crisóqueres (Chrysocheres). Según el relato del siglo X de Almaçudi (Las praderas de oro, VIII, 74-75), era uno de los musulmanes ilustres cuyos retratos estaban expuestos en las iglesias bizantinas en reconocimiento a su bizarría. Marius Canard aventura que pudo ser el arquetipo de Yanis de la obra épica abasí Delhemma.